# Oberleiterbach
Oberleiterbach ist ein Gemeindeteil des Marktes Zapfendorf im oberfränkischen Landkreis Bamberg in Bayern.
Es ist seit 2016 das erste und einzige Bioenergiedorf im Landkreis Bamberg und Träger des Bürgerenergiepreises Oberfranken.

## Geografie
Nachbarorte des Kirchdorfes sind im Norden Kutzenberg und Prächting, im Osten Kleukheim, im Südosten Peusenhof (alle vier Markt Ebensfeld, Landkreis Lichtenfels), im Süden Reuthlos und im Westen Unterleiterbach (beide Markt Zapfendorf). Durch den Ort verläuft der Fränkische Marienweg.

## Geschichte
Die michelsbergischen Klosterhöfe „Leiderbach“ (heute Laurentiusring 4 und 8) wurden erstmals 1221 erwähnt. Der Name Oberleiterbach tauchte 1323 erstmals in den Geschichtsbüchern auf und 1498 lebten im Ort etwa 200 Einwohner. Im Dreißigjährigen Krieg wurde mehr als die Hälfte des Dorfes zerstört. Die Flurbereinigung wurde von 1960 bis 1974 ausgeführt. Oberleiterbach war eine Gemeinde im aufgelösten Landkreis Staffelstein, ehe sie am 1. Juli 1972 in den Markt Zapfendorf (Landkreis Bamberg) eingegliedert wurde.

## Vereine

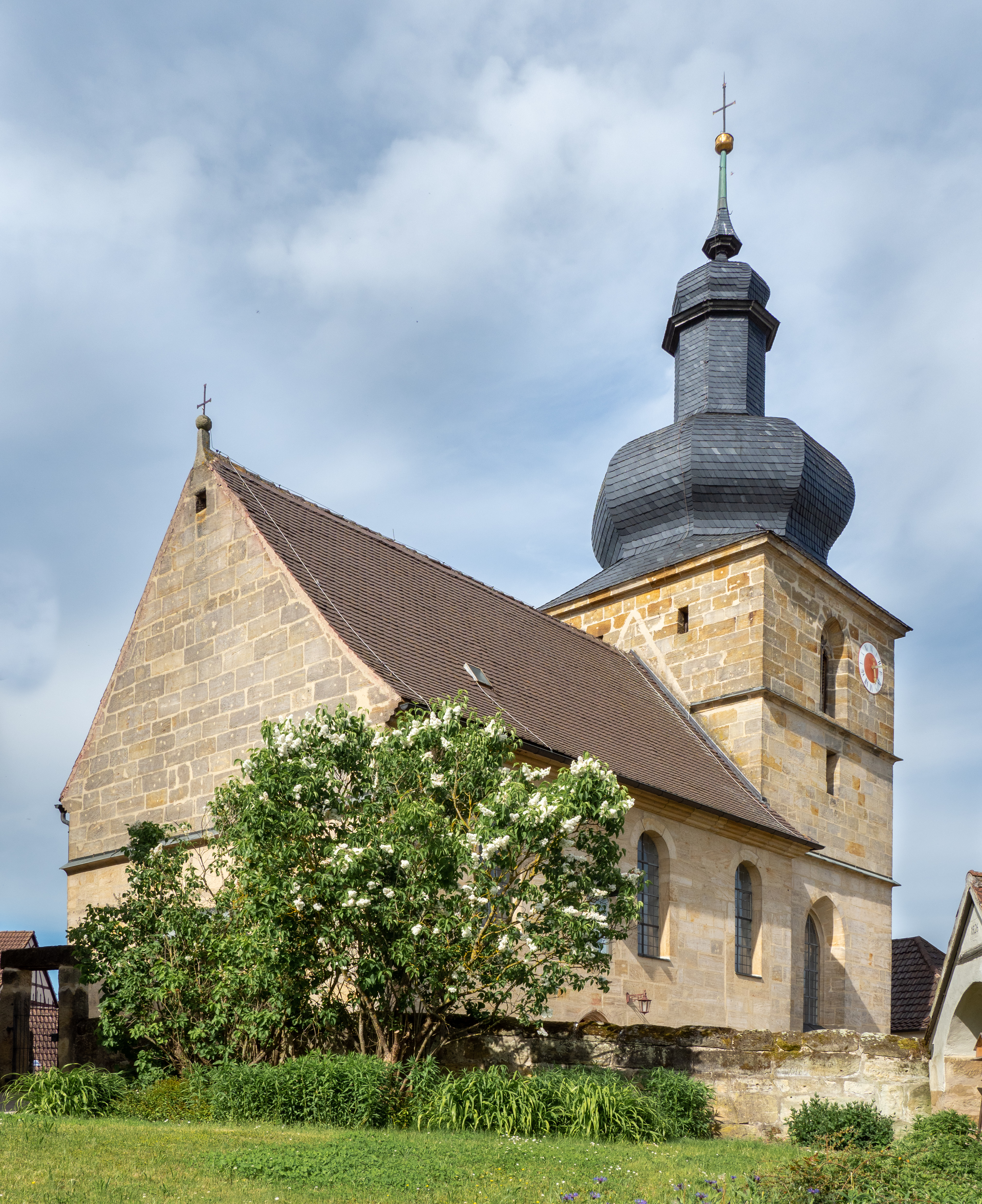
Oberleiterbach St. Laurentius

Oberleiterbach hat ein sehr aktives Vereinsleben. Die Freiwillige Feuerwehr sorgt für Brandschutz und die allgemeine Hilfe und ist auch der Ausrichter der Kirchweih. Im Jahr 2013 wurde ein neues Feuerwehrhaus zur Benutzung übergeben. Weitere Vereine sind der Soldaten- und Kameradschaftsverein, der Gartenbauverein, der Stammtisch Klein Hollywood und der Dart Club Red Rebels.

## Sonstiges
Das Dorffest (Ausrichter: Soldaten- und Kameradschaftsverein zusammen mit dem Gartenbauverein) findet jeweils an Mariä Himmelfahrt auf dem Platz zwischen Gemeinschaftshaus und Spielplatz und die Kirchweih am ersten Wochenende im September statt.
Oberleiterbach wurde im Jahr 1977 „Bundesgolddorf“. Im Jahr 2016 errang der Ort im Dorfwettbewerb Unser Dorf hat Zukunft – Unser Dorf soll schöner werden Gold auf Kreisebene und am 18. Juli 2017  die Goldmedaille auf Bezirksebene. Im Jahr 2018 nahm Oberleiterbach am Landesentscheid teil.

## Persönlichkeiten
- Ivo Hennemann (1824–1900), Eremit vom Staffelberg
- Johann Wolf (1837–1911), Orgelbauer